# Youssef El Akchaoui
Youssef El Akchaoui (Dordrecht, 18 februari 1981) is een voormalig Nederlands-Marokkaans betaald voetballer die bij voorkeur in de verdediging speelt. Hij speelde ook voor het Marokkaans voetbalelftal. Ook zijn broer Driss El Akchaoui was actief in het betaaldvoetbal.

## Clubvoetbal

### ADO Den Haag
El Akchaoui speelde in zijn jeugd voor Alblasserdam en Feyenoord. El Akchaoui wist medio 2003 via een aantal proeftrainingen de huidige technische staf van ADO Den Haag, Rinus Israël en Lex Schoenmaker, te overtuigen van zijn kwaliteiten. Toch belandde hij de eerste seizoenshelft vaak op de bank omdat de trainers de voorkeur hadden voor Mirano Carrilho. Na het vertrek van Israël, waarna Schoenmaker hoofdverantwoordelijke werd, wist El Akchaoui wel een basisplaats te veroveren. Ook werd hij een populaire speler onder de Haagse aanhang. Hij raakte zijn basisplaats dat seizoen niet meer kwijt.
In het daaropvolgende seizoen (2004/2005) kreeg El Akchaoui concurrentie van Sjaak Polak. In eerste instantie leek Polak de eerste keus te worden op de linksbackpositie, maar El Akchaoui vocht zich terug in de basis, waarna Polak naar het middenveld doorschoof.
In het seizoen 2005/2006 kwam er nieuwe concurrentie aan, in naam van Tomasz Rząsa (Polak was in de voorbereiding op dit seizoen naar Sparta vertrokken). Ook Rzasa nam in eerste instantie zijn basisplaats over, maar ook deze keer kwam El Akchaoui terug en veroverde voor het derde seizoen een basisplaats. Dit was ook het laatste seizoen in Den Haag voor El Akchaoui. ADO Den Haag en de speler werden het niet eens over een bepaalde clausule in het nieuwe contract van de linksback. Hierdoor werd zijn aflopende contract niet verlengd en vertrok hij uit het Zuiderpark.

### N.E.C.
Na zijn periode bij ADO Den Haag tekende hij een driejarig contract bij N.E.C.. In het eerste jaar dat hij actief was voor N.E.C., was hij wisselspeler. Jeffrey Leiwakabessy was toen de vaste linksback bij N.E.C.. Bij NEC maakte hij snel naam door in de derby tegen Vitesse ruim in blessuretijd het winnende doelpunt te scoren uit een penalty. Door diverse incidenten op trainingen en in wedstrijden kwam hij ook negatief in het nieuws. Dit leverde hem twee lange schorsingen op. Het seizoen erna groeide hij uit tot een steunpilaar bij N.E.C.. El Akchaoui scoorde als vaste basisspeler vijf doelpunten en was verantwoordelijk voor meerdere assists. 'El Ak', die in augustus 2008 zijn contract verlengde tot 1 juli 2011, was na het vertrek van Peter Wisgerhof de nieuwe aanvoerder van de Nijmegenaren. Voor aanvang van het seizoen 2009-2010 gaf hij de aanvoerdersband over aan Gábor Babos, omdat hij zich meer op zijn eigen prestaties wilde richten.
In januari 2010 werd bekend dat hij per direct transfervrij weg mocht in Nijmegen. Op 20 januari werd hij voor een half jaar gehuurd door FC Augsburg dat uitkwam in de 2. Bundesliga.

### Heerenveen
Hij tekende in juli 2010 een driejarig contract bij sc Heerenveen, dat hem transfervrij overnam van N.E.C. Heerenveen verhuurde hem in januari 2011 aan VVV-Venlo. Bij Heerenveen wist hij geen basisplaats te veroveren. In de tweede helft van het seizoen 2010/11 werd hij aan VVV-Venlo verhuurd en in 2012 werd hij aan NAC Breda verhuurd. Begin december 2012 werd bekend dat hij met Heerenveen overeenstemming bereikt had over het ontbinden van zijn contract per 1 januari 2013. Op 11 december werd bekend dat beiden per direct uit elkaar gingen.

### Latere loopbaan
Van januari tot juni 2013 speelde El Akchaoui op amateurbasis voor SBV Excelsior in de Eerste divisie. In het seizoen 2013/14 speelde hij in de Topklasse voor Haaglandia. Vanaf de zomer van 2014 speelt hij voor tweedeklasser DRL waar zijn broer Driss hoofdtrainer is. Daar begon hij in 2015 ook een voetbalschool.

## Clubstatistieken
| Seizoen         | Club            | Competitie      | Competitie | Competitie | Beker | Beker | Internationaal | Internationaal | Overig | Overig | Totaal | Totaal |
| Seizoen         | Club            | Competitie      | Wed.       | Dlp.       | Wed.  | Dlp.  | Wed.           | Dlp.           | Wed.   | Dlp.   | Wed.   | Dlp.   |
| --------------- | --------------- | --------------- | ---------- | ---------- | ----- | ----- | -------------- | -------------- | ------ | ------ | ------ | ------ |
| 2000/01         | Excelsior       | Eerste divisie  | 9          | 0          | 0     | 0     | 0              | 0              | 0      | 0      | 9      | 0      |
| 2001/02         | Excelsior       | Eerste divisie  | 30         | 2          | 1     | 1     | 0              | 0              | 0      | 0      | 31     | 3      |
| 2002/03         | → Union Berlin  | 2. Bundesliga   | 11         | 0          | 0     | 0     | 0              | 0              | 0      | 0      | 11     | 0      |
| 2003/04         | ADO Den Haag    | Eredivisie      | 22         | 1          | 1     | 0     | 0              | 0              | 0      | 0      | 23     | 1      |
| 2004/05         | ADO Den Haag    | Eredivisie      | 33         | 1          | 2     | 0     | 0              | 0              | 0      | 0      | 35     | 1      |
| 2005/06         | ADO Den Haag    | Eredivisie      | 28         | 0          | 3     | 0     | 0              | 0              | 0      | 0      | 31     | 0      |
| 2006/07         | N.E.C.          | Eredivisie      | 23         | 1          | 2     | 0     | 0              | 0              | 4      | 0      | 29     | 1      |
| 2007/08         | N.E.C.          | Eredivisie      | 34         | 5          | 3     | 0     | 0              | 0              | 6      | 1      | 43     | 6      |
| 2008/09         | N.E.C.          | Eredivisie      | 31         | 6          | 4     | 2     | 8              | 0              | 0      | 0      | 43     | 8      |
| 2009/10         | N.E.C.          | Eredivisie      | 17         | 2          | 3     | 0     | 0              | 0              | 0      | 0      | 20     | 2      |
| 2009/10         | → FC Augsburg   | 2. Bundesliga   | 13         | 0          | 2     | 0     | 0              | 0              | 0      | 0      | 15     | 0      |
| 2010/11         | sc Heerenveen   | Eredivisie      | 6          | 0          | 0     | 0     | 0              | 0              | 0      | 0      | 6      | 0      |
| 2010/11         | → VVV-Venlo     | Eredivisie      | 14         | 0          | 0     | 0     | 0              | 0              | 4      | 0      | 18     | 0      |
| 2011/12         | sc Heerenveen   | Eredivisie      | 10         | 0          | 1     | 0     | 0              | 0              | 0      | 0      | 11     | 0      |
| 2011/12         | → NAC Breda     | Eredivisie      | 14         | 0          | 0     | 0     | 0              | 0              | 0      | 0      | 14     | 0      |
| 2012/13         | sc Heerenveen   | Eredivisie      | 5          | 0          | 0     | 0     | 3              | 0              | 0      | 0      | 8      | 0      |
| 2012/13         | Excelsior       | Eerste divisie  | 13         | 0          | 0     | 0     | 0              | 0              | 0      | 0      | 13     | 0      |
| Carrière totaal | Carrière totaal | Carrière totaal | 313        | 18         | 22    | 3     | 11             | 0              | 14     | 1      | 360    | 22     |

### Marokko
El Akchaoui debuteerde onder bondscoach Roger Lemerre op 20 augustus 2008 namens Marokko in een vriendschappelijke interland tegen Benin.
| Interlands van Youssef El Akchaoui voor Marokko | Interlands van Youssef El Akchaoui voor Marokko | Interlands van Youssef El Akchaoui voor Marokko | Interlands van Youssef El Akchaoui voor Marokko | Interlands van Youssef El Akchaoui voor Marokko | Interlands van Youssef El Akchaoui voor Marokko | Interlands van Youssef El Akchaoui voor Marokko |
| №                                               | Datum                                           | Wedstrijd                                       | Uitslag                                         | Competitie                                      | Goals                                           |                                                 |
| Als speler bij N.E.C.                           | Als speler bij N.E.C.                           | Als speler bij N.E.C.                           | Als speler bij N.E.C.                           | Als speler bij N.E.C.                           | Als speler bij N.E.C.                           | Als speler bij N.E.C.                           |
| ----------------------------------------------- | ----------------------------------------------- | ----------------------------------------------- | ----------------------------------------------- | ----------------------------------------------- | ----------------------------------------------- | ----------------------------------------------- |
| 1                                               | 20 augustus 2008                                | Marokko – Benin                                 | 3 – 1                                           | Vriendschappelijk                               | 0                                               |                                                 |
| 2                                               | 19 november 2008                                | Marokko – Zambia                                | 3 – 0                                           | Vriendschappelijk                               | 0                                               |                                                 |